# Parti libéral de Gibraltar
Le Parti libéral de Gibraltar (en anglais : Liberal Party of Gibraltar) est un parti politique de Gibraltar. Mené par Dr Joseph Garcia, il cherche le statut de ville-État et de dominion pour Gibraltar. Il est membre de l'Internationale libérale. Le parti s’appelait à sa fondation Parti national de Gibraltar.

## Histoire
Il a formé un pacte électoral avec le Parti travailliste-socialiste de Gibraltar pour l'élection de 2003 à l'Assemblée. Cette alliance a recueilli 39,7 % des voix, obtenant 7 élus (sur 15), dont 2 libéraux.

## Idéologie
En conformité avec la plupart des partis libéraux, il décrit sa philosophie politique comme étant basée sur la notion de personnes décidant de leur propre futur.

## Résultats

### Élections législatives
| Année | %     | Sièges |
| ----- | ----- | ------ |
| 1992  | 4,66  | 0 / 15 |
| 1996  | 4,68  | 0 / 15 |
| 2000  | 14,95 | 2 / 15 |
| 2003  | 14,61 | 2 / 15 |
| 2007  | 13,65 | 3 / 17 |
| 2011  | 14,64 | 3 / 17 |
| 2015  | 20,61 | 3 / 17 |
| 2019  | 15,50 | 3 / 17 |
| 2023  | 14,60 | 2 / 17 |

Depuis 1999, le parti est allié au Parti travailliste-socialiste de Gibraltar

### Élections législatives partielles
Lors des Élections générales partielles de Gibraltar en 1999, Joseph Garcia a obtenu 51,46 % des voix. Il est arrivé en première position et devient député.

### Députés actuels au parlement
| Nom | Nom           | Depuis |
| --- | ------------- | ------ |
|     | Joseph Garcia | 1999   |
|     | Leslie Bruzon | 2023   |